# قاتل نق‌نقو
قاتل نق‌نقو (انگلیسی: The Cry Baby Killer) فیلم جنایی آمریکایی به کارگردانی راجر کورمن و بازی جک نیکلسون می باشد که در سال ۱۹۵۸ منتشر شد.